# NGC 6734
NGC 6734 é uma galáxia elíptica (E-S0) localizada na direcção da constelação de Pavo. Possui uma declinação de -65° 27' 39" e uma ascensão recta de 19 horas, 07 minutos e 14,4 segundos.
A galáxia NGC 6734 foi descoberta em 8 de Junho de 1836 por John Herschel.